# Geevarghese Mar Yulios
Juliusz (ur. 17 maja 1967) – duchowny Malankarskiego Kościoła Ortodoksyjnego, w latach 2010–22 biskup Ahmadabadu, od 2022 biskup Kunnamkulam. Sakrę biskupią otrzymał 12 maja 2010